# Jean-Baptiste Troppmann
Jean-Baptiste Troppmann, né à Brunstatt (Haut-Rhin) le 5 octobre 1849 et guillotiné à Paris le 19 janvier 1870, est un ouvrier mécanicien, jugé coupable du meurtre des huit membres d’une même famille, crime également connu sous le nom de « massacre de Pantin ».
Cette affaire criminelle est l'une des plus médiatiques du Second Empire dont les difficultés de fin de règne auront un temps été mises en retrait de l'actualité. Elle fit la fortune du Petit Journal qui, flairant le bon coup et tenant en haleine ses nombreux lecteurs, tripla régulièrement son tirage, ce qui développa la couverture de presse des faits divers et des exécutions par les journaux populaires.
Les détails de ce meurtre multiple, les rebondissements qui précèdent l'arrestation de l'assassin, sa personnalité ambiguë, trouvent également un large écho auprès des romanciers de l'époque assistant notamment au procès (Gustave Flaubert, Alexandre Dumas fils, Jules Barbey d'Aurevilly, le comte de Lautréamont, Arthur Rimbaud).

## Contexte biographique
Jean-Baptiste Troppmann a onze ans quand ses parents s'installent à Cernay, près de Thann dans le Haut-Rhin. Enfant de frêle stature mais d’une énergie peu commune, intelligent mais introverti, il est gâté par sa mère qui le préfère à ses deux autres frères aînés. Il travaille comme ouvrier mécanicien dans l’atelier de fabrication de son père, Joseph, qui dirige la petite société Troppmann & Kambly. Ce père, inventeur ingénieux et fécond, détient plusieurs brevets qui touchent à l’amélioration de divers machines et accessoires de filature. L’avenir du garçon semble tout tracé : promouvoir ces matériels dans toute la France.

Toutefois, sous l'emprise permanente de l'alcool, Joseph Troppmann dépense sans compter et compromet l'avenir de son entreprise. Sans doute cette situation a-t-elle pesé sur l’esprit de ce fils qui reste taciturne, peu sociable et perdu dans ses pensées : 

« Je ferai quelque chose qui étonnera l’univers. »

 Comme Jean-Baptiste avait déjà compris que les affaires paternelles ne seraient jamais à la hauteur de son ambition, lorsqu’il daigne parler, c’est de l’argent, des richesses dont il jouira un jour. Selon les témoignages recueillis, il se repaît déjà à cette époque de lectures à sensations et de faits divers macabres relatant des actes criminels. Dans le même temps, une passion le saisit pour la chimie et il installe un petit laboratoire qui occupe son temps plus que de raison.

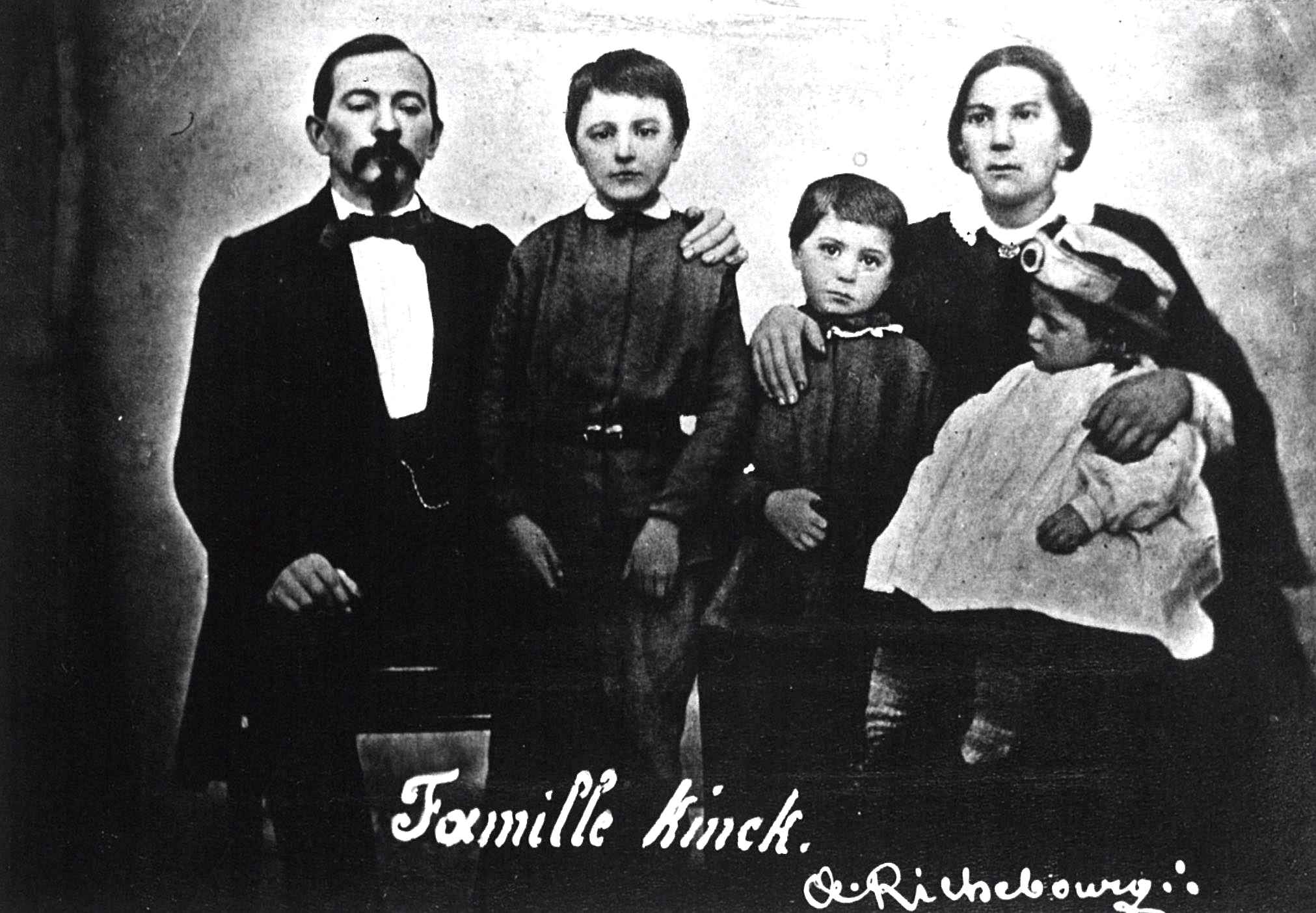
La famille Kinck.

Fin 1868, il part pour la capitale afin d’installer de nouvelles machines vendues par son père à un industriel parisien. Il trouve un logement à Pantin, aux Quatre-Chemins, et il y reste jusqu’en mai de l’année suivante. Peu de temps plus tard, il est à Roubaix pour une deuxième installation qui lui permet de faire la connaissance de la famille Kinck. Si l'épouse Kinck, Hortense, est une bourgeoise roubaisienne qui élève six enfants et est enceinte de six mois d’un septième, Jean Kinck se trouve être un compatriote originaire de Guebwiller. Pour un jeune homme de 20 ans à peine, Kinck est un modèle dans le métier : à force de sérieux et d’habileté, il est passé d’ouvrier à chef d’atelier, puis patron d’un bel établissement de filature qu’il fait aujourd’hui prospérer.
Pourtant, les deux sont des hommes insatisfaits. Kinck rêve de compléter une belle fortune avant de se retirer dans son pays natal. Troppmann, de son côté, impatient de réussir et mesurant le parcours professionnel de son nouvel ami, ne le trouve certainement pas assez rapide. Le premier est attiré par l’argent – sa femme aussi – mais il a une vie rangée. L’autre est cupide et dénué de tout scrupule. La connivence entre un homme d’âge mûr rompu aux affaires et un jeune homme tout juste sorti de l’adolescence a longtemps étonné leur entourage. Troppmann n’avait pas un visage spécialement sympathique mais son attitude nonchalante, son fort accent alsacien presque caricatural, son impassibilité – en réalité, son absence d’émotion – lui donnent l'« air bonhomme » d’un garçon réfléchi et parviennent à inspirer confiance, et surtout, Troppmann est un imaginatif qui va embarquer dans son délire une famille pourtant aisée, pragmatique et circonspecte.

## Faits
Quand le jeune Alsacien retourne au pays, on peut penser, d’après les dépositions, que les deux compères sont convenus de deux objectifs : le garçon cherchera une propriété alsacienne pour la retraite de Jean Kinck et devra s’entendre avec son père pour qu’il puisse exploiter ses brevets à l’étranger. Ce dernier point implique un investissement financier de départ important et Troppmann promet de trouver rapidement un moyen pour l’obtenir auquel il ne manquera pas d’associer Kinck, qui ne se doutera jamais qu’il en serait le principal créancier.

### Meurtre de Jean Kinck

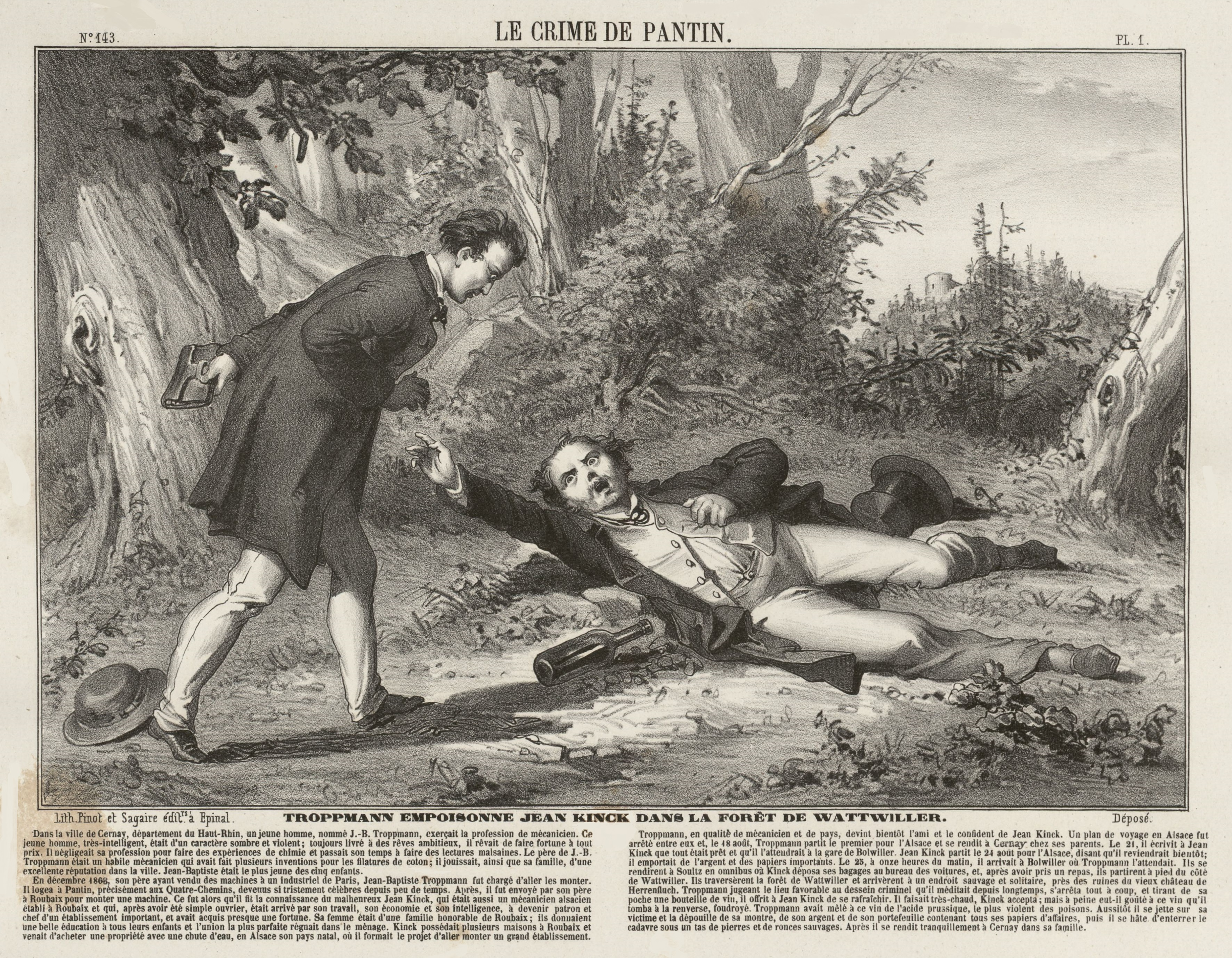
Troppmann empoisonne Jean Kinck dans la forêt de Wattwiller, image d'Épinal, 1870.

Une semaine environ après le retour du jeune homme à Cernay, Jean Kinck annonce à sa famille, non sans quelque mystère, qu’il part pour affaires en Alsace, et qu'il en profitera pour rendre visite à sa sœur de Guebwiller, qu’il a prévenue par un courrier (courrier qui sera chronologiquement déterminant pour les enquêteurs).
Le 24 août 1869, Kinck arrive en gare de Bollwiller où Troppmann l’attend. Ils entament un périple demeuré secret qui finira sur la montagne d’Uffholtz. On sait, sur des aveux tardifs de Troppmann, que pour appâter Jean Kinck, il lui a fait croire à la visite d’une fabrique clandestine de fausse monnaie. Au cours de cette randonnée, il fait boire un breuvage mortel de sa composition, à base d'acide prussique, à son malheureux compagnon dont il enfouit sommairement le corps dans cet endroit désert. Le cadavre de Jean Kinck sera le dernier à être retrouvé, le 25 novembre 1869. 
Troppmann avait pensé s’approprier 5 500 francs que Kinck était censé porter sur lui. Par prudence, ce dernier n’avait pas pris l'argent avec lui. Troppmann ne trouva sur le cadavre que 212 francs. C'est un premier contretemps, mais l’assassin possédait désormais les papiers d’identité et la montre en or de sa victime ainsi que deux chèques.

### Meurtre de Gustave Kinck
Troppmann revoit donc son plan et écrit à l’épouse, « sous la dictée de Jean, blessé à la main » pour qu’elle retire auprès de leur banque le montant des chèques et expédie l’argent à la poste de Guebwiller. Le mensonge est grossier, mais l’épouse, maintenue dans une complète ignorance de ce type de démarche par son mari, s’exécute. Nouvelle déception pour Troppmann qui est trouvé trop jeune pour récupérer le mandat à la place d’un homme supposé d’âge respectable et doit prouver une identité qu’il ne peut assumer (il avait tenté de se faire passer pour le fils Kinck). Au lieu de se volatiliser une fois enrichi, le meurtrier est contraint d’imaginer une autre stratégie : il va faire appel à Gustave, le fils aîné de Kinck, qui va sur ses seize ans.
Troppmann continue de mener le jeu. Il s’installe à Paris, où Jean Kinck se trouve fictivement, et écrit une lettre à la famille toujours sous la prétendue dictée du père de famille, par laquelle il obtient que le jeune Gustave parte pour Guebwiller récupérer l’argent. Afin d’écarter les soupçons, Jean, dont Troppmann tient toujours la plume, leur parle d’un gain mirifique d'un demi-million de francs gagné grâce à son associé ; puis, d'un ton enthousiaste et optimiste, donne plein pouvoir à son jeune ami. Troppmann a désormais les coudées franches et s’impose comme l’homme de confiance.
Le 5 septembre, Gustave arrive à Guebwiller où sa présence rassure sa famille alsacienne. Le 15, le garçon qui est parti trop vite sans procuration authentifiée et qui, sur place, s’impatiente à l’attendre, annonce brusquement qu’il s’en va retrouver son père à Paris par le train. Troppmann est à la réception mais doit constater avec une rage rentrée que le fils n’a toujours pas l’argent. Gustave envoie donc de l’hôtel un dernier télégramme invitant sa mère à les rejoindre dans la capitale, avec « tous les papiers ». L’enfant que Troppmann conduit maintenant vers son père, ou plutôt vers le même funeste destin, ne lui est plus utile. Il l’enterre déchiqueté au couteau près du « champ Langlois ».

### Massacre de Pantin

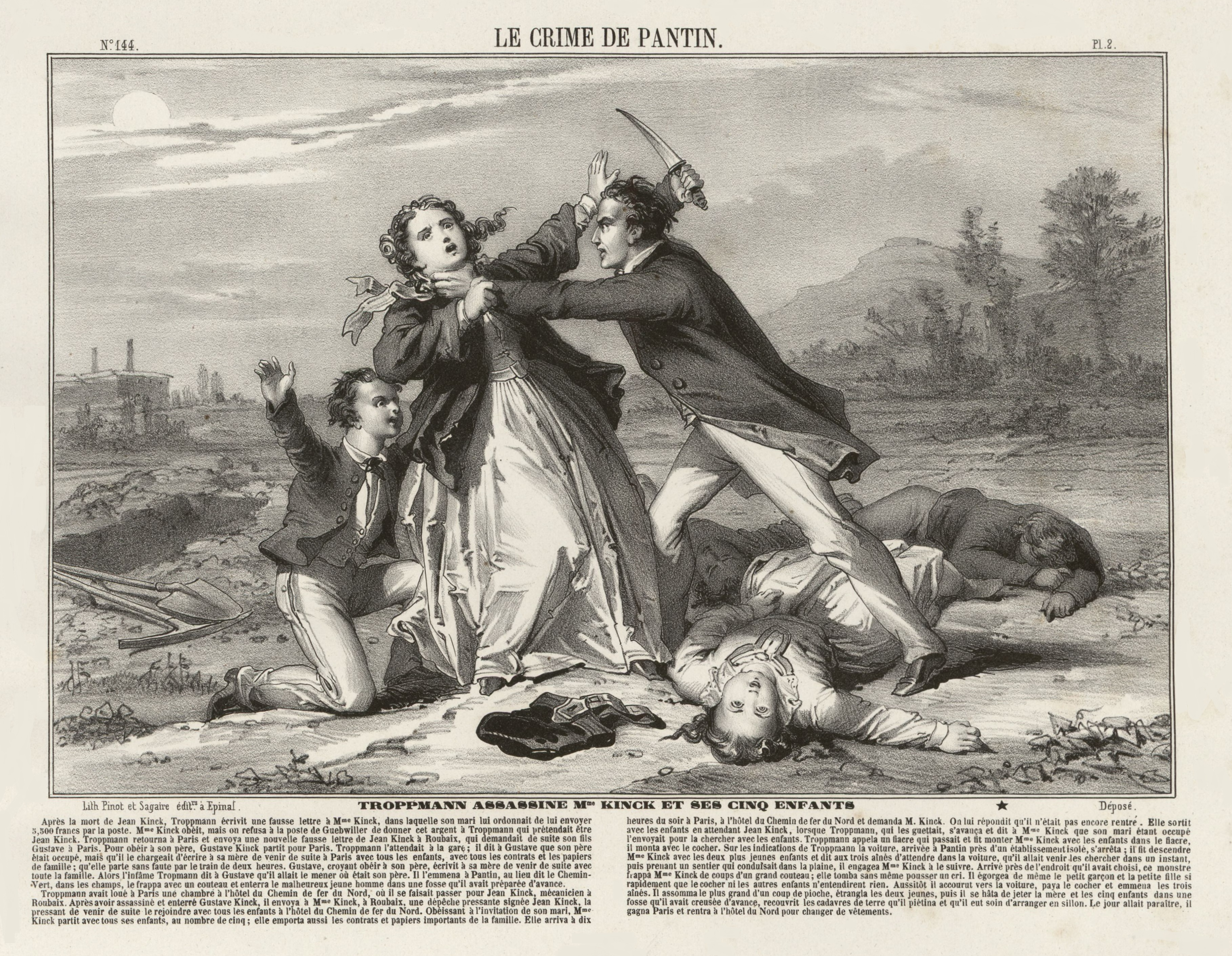
Troppmann assassine Mme Kinck et ses cinq enfants, image d'Épinal, 1870.

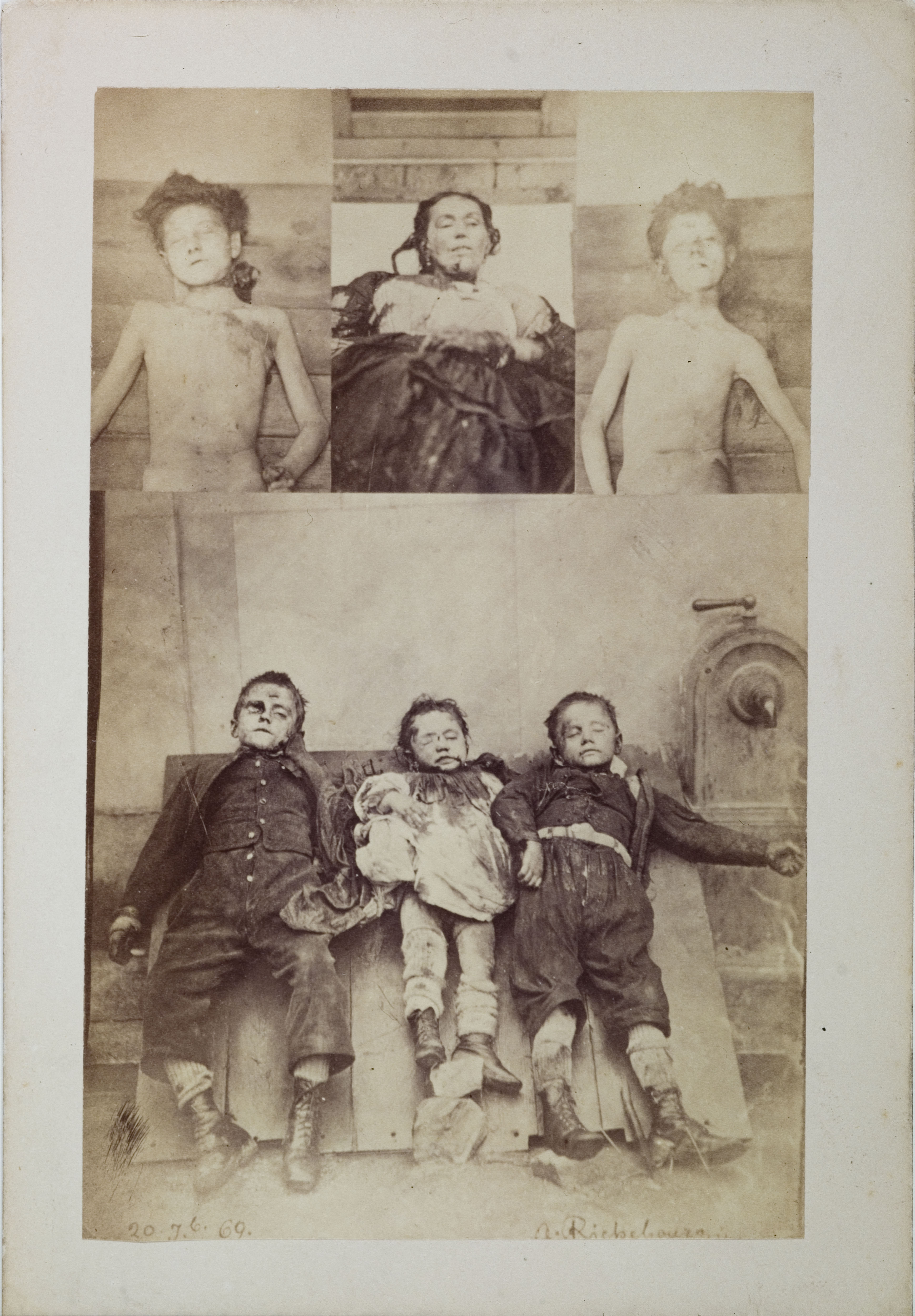
Montage photographique des corps de la famille Kinck.

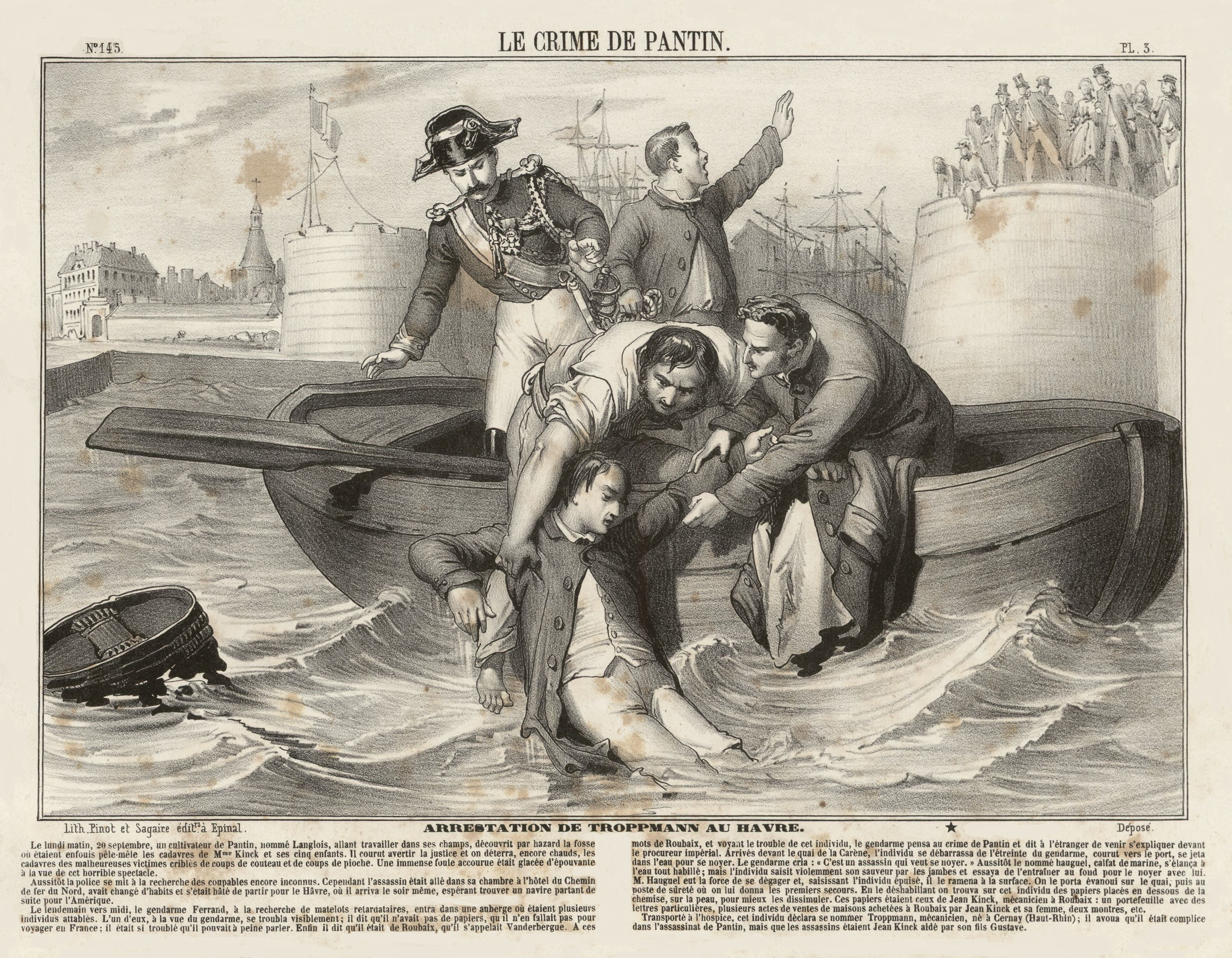
Arrestation de Troppmann au Havre, image d'Épinal, 1870.

La famille (excepté le dernier enfant mis en nourrice) qui a répondu confiante à l’appel du fils aîné est arrivée en avance à l’hôtel parisien, mais ne trouvant personne, la mère décide, au lieu d’y attendre sagement son mari, de revenir à la gare pour ne pas manquer le rendez-vous avec leur assassin. Ils prennent tous ensemble la route en voiture de louage pour arriver à la plaine de Pantin et enfin retrouver le chef de famille qui y habiterait maintenant, un peu à l'écart, une nouvelle résidence. Il faut beaucoup d’aplomb et de bagout au meurtrier pour maintenir en confiance la mère et ses cinq enfants en pleine nuit et dans un endroit désert. Celle-ci et les deux plus jeunes sont égorgés, les trois derniers étranglés et tous achevés à coups de pelle, certains enterrés encore vivants.
Le 20 septembre, un cultivateur nommé Jean-Louis Auguste Langlois, venant de La Villette pour bêcher son champ au lieu-dit du Chemin-Vert, près des Quatre-Chemins, à Pantin, voit des traces inaccoutumées dans l'herbe d'un champ voisin qu’il avait pris en chemin de traverse : ces traces le mènent à un coin du champ et s'arrêtent à une sorte de tranchée de quelques mètres de long, surmontée d'un petit monticule de terre. 
Langlois surmontant son angoisse, creuse le centre du monticule à l'aide de sa bêche et voit apparaître un mouchoir maculé de sang frais puis un bras d'enfant. Continuant de creuser avec ses mains, il met au jour une tête d’enfant ensanglantée. Le cultivateur court appeler la police de Pantin qui dépêche un commissaire et un médecin légiste. 
Dans les heures qui suivent, la fouille systématique par les policiers permet de retrouver six corps, une fillette de 2 ans, quatre jeunes garçons (âgés de 8, 10, 13 et 16 ans) et leur mère. Les cadavres mutilés (visages décomposés, yeux exorbités, intestins transpercés pour la petite fille Marie) ensevelis dans une fosse sont tous rapidement identifiés par leurs vêtements. Les instruments du crime, une pelle ensanglantée et des liens, sont enterrés tout près.
La découverte fait grand bruit. Dès le 21 septembre, on retrouve le cocher du fiacre qui a conduit Troppmann et la famille Kinck de la gare du Nord au lieu où elle a été massacrée. 
La police suit la piste de Troppmann jusqu'au Havre d’où il projette de s’embarquer pour l’Amérique. Son attitude de traqué le trahit lors d’un contrôle de routine par le gendarme Ferrand qui surveille les resquilleurs et qui est, bien entendu, informé du sinistre fait divers. Le suspect qui a des réponses embarrassées préfère prendre la fuite dans le port. Ferrand qui le poursuit le retrouve entre deux eaux et alerte un calfat nommé Hauguel qui, sachant nager, plonge et le repêche. Après la découverte sur lui de toute sa correspondance, de divers papiers et objets volés sur ses victimes, Troppmann est remis à la justice.

## Enquête
L’enquête, menée par Antoine Claude, chef de la Police de Sûreté de 1869 à 1875, permet d'identifier les victimes grâce à une étiquette d'un vêtement qui correspond à un tailleur de Roubaix ayant fabriqué les vêtements des enfants Kinck. 
Le commissaire pense initialement que le père et le fils aîné ont tué toute la famille. Il ne suspectera Troppmann qu'en raison du signalement qu'en avait donné le cocher du fiacre ayant conduit Madame Kinck et ses enfants à Pantin. Antoine Claude remonte peu à peu l’historique et la chronologie des huit meurtres, grâce à la correspondance des protagonistes et beaucoup de hasards. Les lettres échangées entre Kinck et sa famille, ignorées de Troppmann et tardivement retrouvées, affaiblissent son alibi.
Le problème de l’instruction qui ne doute pas de la culpabilité de Troppmann, est de trouver les preuves accablantes. L’assassin qui se dit un complice obligé, rejette autant qu’il peut la culpabilité sur les « absents » Jean et Gustave Kinck. Le 26 septembre, un garçon-boucher découvre à Pantin le corps de Gustave jusque-là dénoncé comme complice par Troppmann. L'accusé fait croire que le père a dû éliminer son dernier témoin.
Le courrier et les témoignages permettent de reconstituer le fameux séjour alsacien de Kinck avec son compagnon. Les recherches en Alsace sont activées de plus belle dans la vaste région de Wattwiller à Cernay.
Troppmann semble jouer avec les policiers, tant son imagination aiguë s’adapte à tous les rebondissements. Il est difficile de dire si c’est la naïveté du jeune homme qui va le confondre, à moins que ce ne soit sa forfanterie ou, encore, un espoir fou que l’aveu lui amène la clémence ou qu’il puisse s'échapper lors d'une reconstitution sur les lieux du crime. Le commissaire Claude lui ayant fait croire que le corps de Jean Kinck avait été retrouvé, Troppmann avoue le 12 novembre et indique l'emplacement exact du corps qui est retrouvé dans les ruines du château de Herrenfluh.

## Condamnation

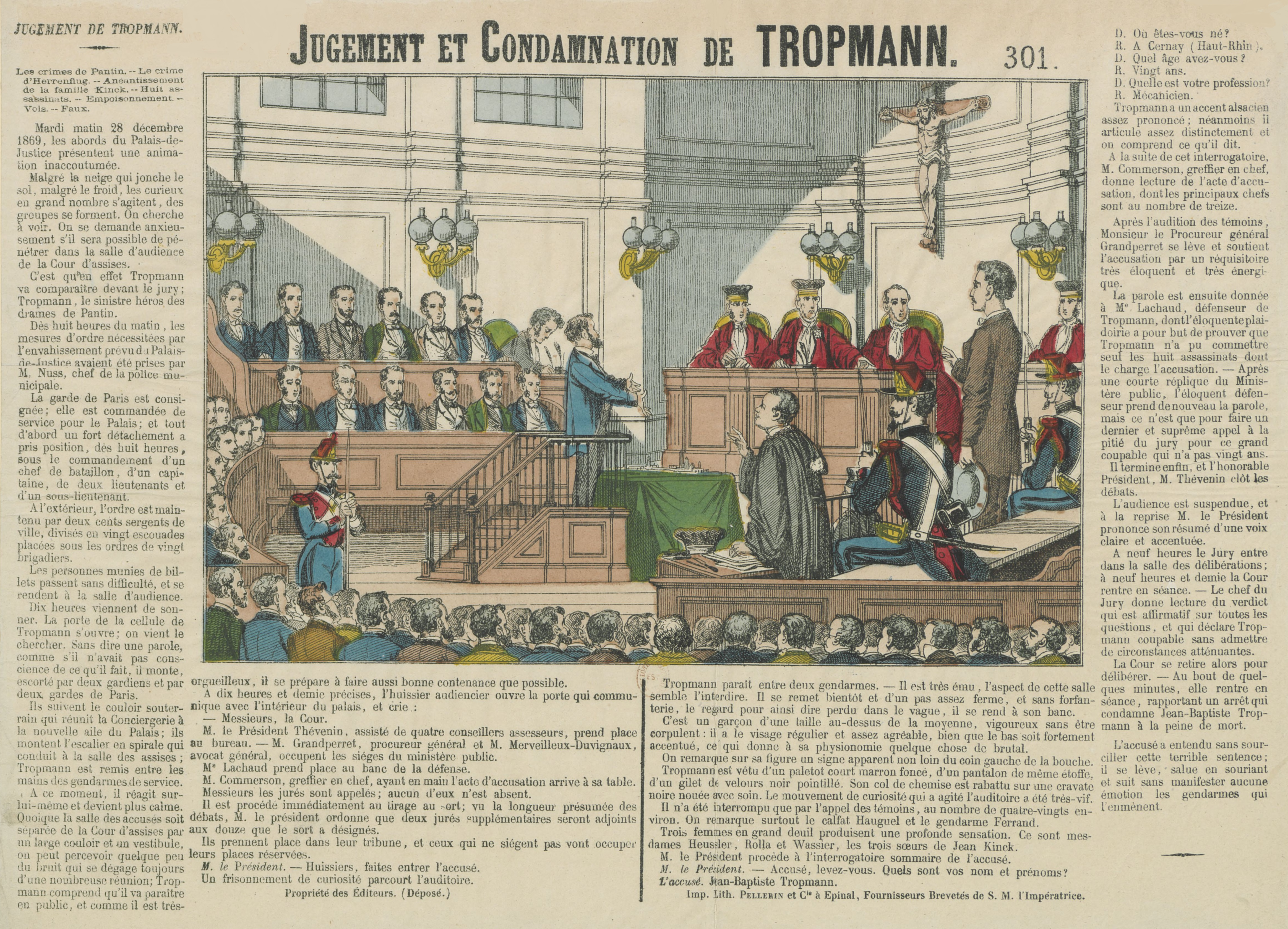
Jugement et condamnation de Tropmann (sic), image d'Épinal, 1870.

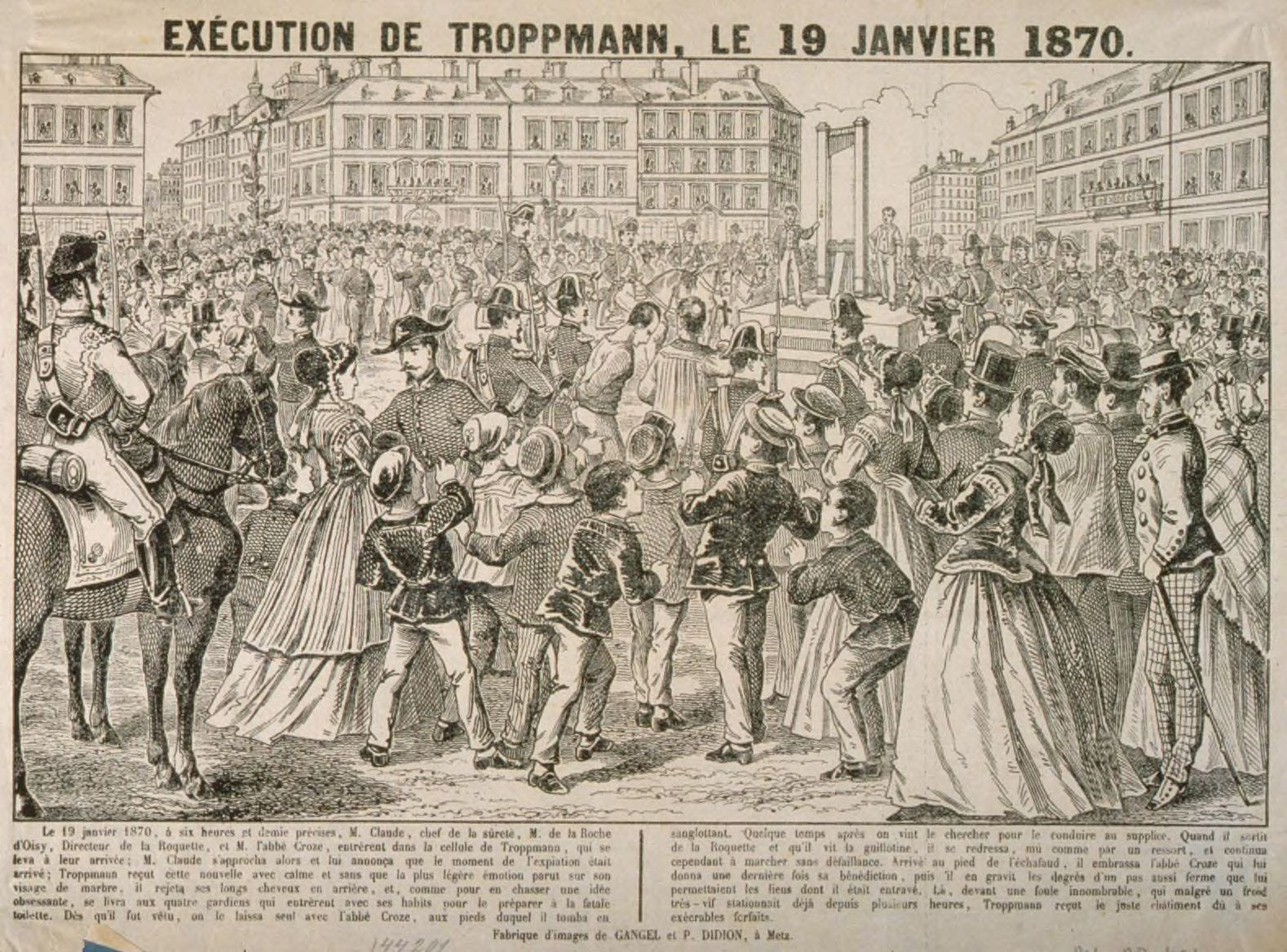
Troppmann monte à l'échafaud (gravure de l'époque).

Troppmann comparait devant la Cour d'assises du département de la Seine, le 28 décembre 1869. Il y a foule dans la salle d'audience, les gens s'étant battus pour obtenir des billets de faveur qui réservent des places sur les bancs des stalles. Bien que défendu par l’un des ténors du barreau, Charles Lachaud, il est condamné à la peine capitale le 30 décembre. Troppmann est conduit en camisole de la Conciergerie à la Prison de la Roquette le 31.
Son pourvoi en cassation et son recours en grâce ayant été rejetés, il est amené le 19 janvier suivant devant l’échafaud, le visage « vieilli de trente ans » mais sans larmes. 
On se bouscule pour assister au spectacle, des personnalités (Victorien Sardou, Maxime Du Camp, Ivan Tourgueniev de passage à Paris) aussi obtiennent des cartes de faveur pour pénétrer dans la prison. Troppmann, calme jusque-là, a soudain un dernier sursaut de révolte, se débat, parvient à faire sauter les sangles qui le maintiennent et lutte contre les aides qui peinent à le mettre sur la bascule, et l’exécuteur Jean-François Heidenreich doit lui maintenir de force la tête sur la demi-lune. Selon la légende, avant que le couteau tombe le condamné parvient à mordre la main gauche de son bourreau et presque lui sectionner l'index, faisant dire à ce dernier « Sale grenouille, ça a été dur ».

### Hypothèses relatives à des complicités
La médecine légale qui a étudié les coups donnés aux victimes, a admis la possibilité d’un seul homme et la Cour a rejeté l’hypothèse d’une quelconque complicité. Cependant, le défenseur de Troppmann argumente longuement qu’à Pantin, l'assassin n'aurait pas eu le temps de tuer six personnes sans éveiller l’attention du voisinage ou du cocher qui les avait amenés de nuit. Troppmann n'a jamais indiqué les noms des complices auxquels il fit allusion.
Pour Antoine Claude, le chef de la Police de sûreté, à qui nous devons la plupart des détails de l’affaire, il ne fait aucun doute qu’il y eut des complices : deux guetteurs et deux aides, mais ce sont des intuitions et des soupçons de policier expérimenté, nourris de petits faits, peut-être vrais mais improbables, et surtout Claude compare trop cette affaire à une précédente. Il reparaissait dans ses propos l’idée répandue d’un gang de faux-monnayeurs, de ceux qui, à l’époque, s’étaient effectivement multipliés en Alsace, le long de la frontière franco-allemande, et même celle d’un réseau d’espionnage allemand (nous sommes à la veille de la guerre franco-prussienne), dans une ténébreuse affaire d’État que les hautes autorités auraient vite étouffée. Selon lui, Jean Kinck ayant surpris le projet allemand d'invasion, et peut-être même dérobé des documents s'y rapportant, aurait été supprimé pour cette raison. Troppmann n'aurait été qu'un tueur à la solde des Allemands. Le reste de la famille Kinck aurait été éliminé uniquement pour assurer le secret de toute l'entreprise. Le principal argument d'Antoine Claude réside dans sa conviction qu'il était matériellement impossible que Troppmann eût agi seul à Pantin ; il y aurait eu complot, les meurtres impliquant cinq participants commandités par les Services secrets allemands.

## Traces historiques et littéraires

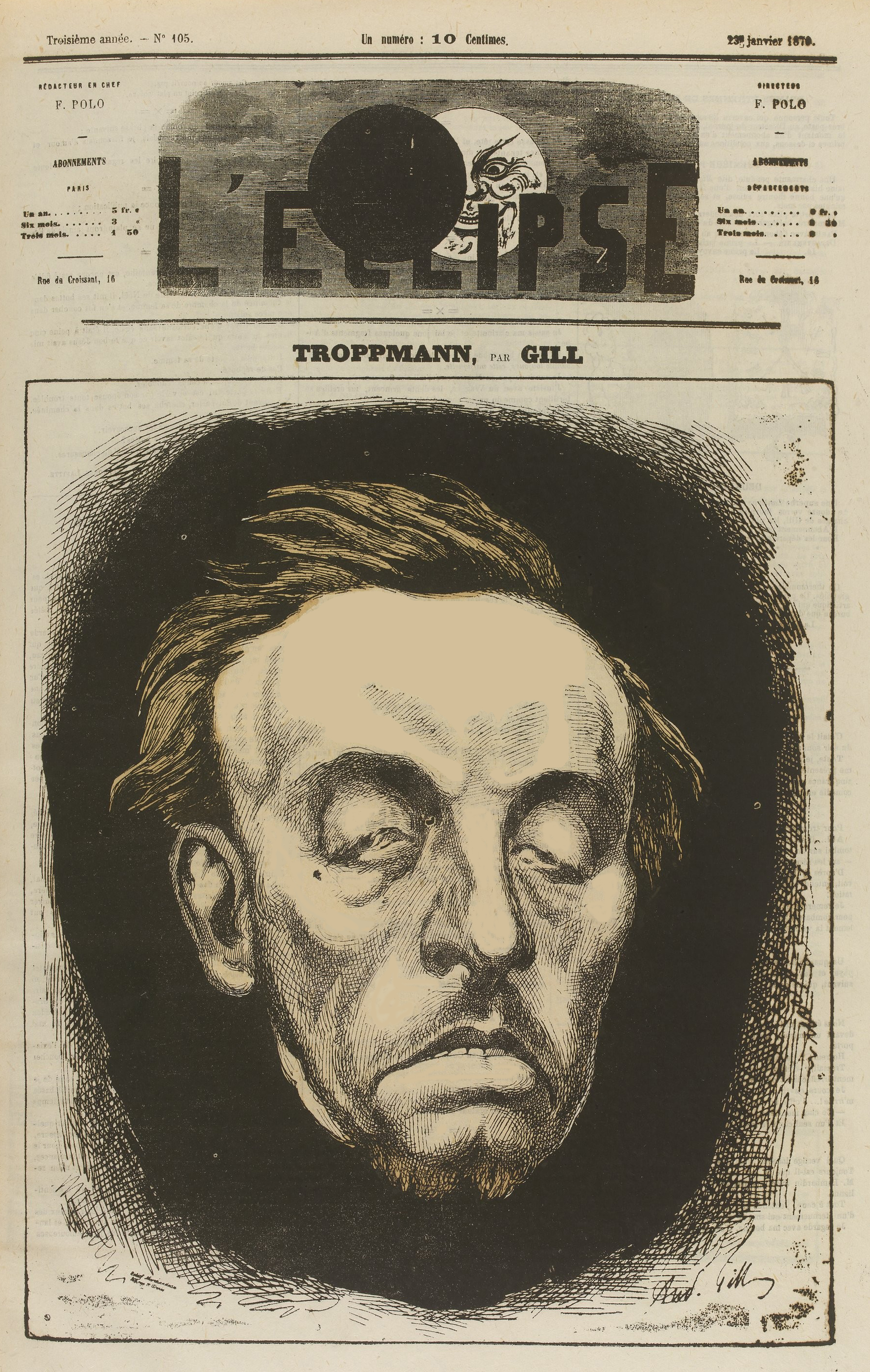
Troppmann guillotiné.
Dessin d'André Gill publié dans L'Éclipse, 23 janvier 1870.

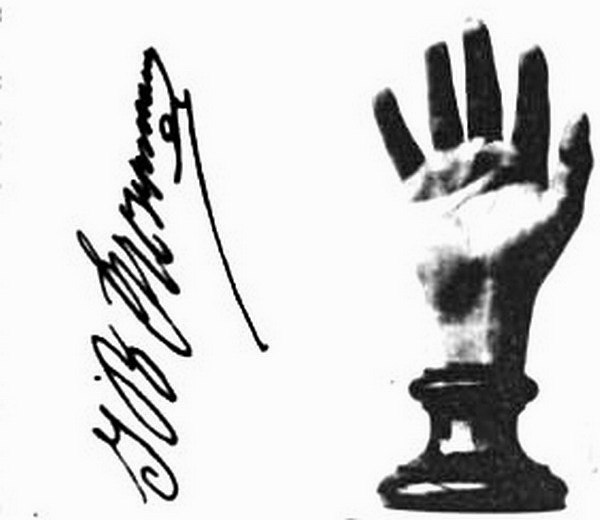
Signature et moulage de la main de Troppmann (l’original est exposé au musée de la Préfecture de Police).

- Un des ouvrages ayant perpétué, en le mentionnant, le nom de Troppmann jusqu'à nos jours est Dieu et l'État, de Bakounine[19]
- En 1869, Appert réalise un portrait-carte de Jean-Baptiste Troppmann qui est surmonté de l'inscription manuscrite : « Troppmann, assassin »[20].
- Le nom de Troppmann est cité par Lautréamont, dans ses Poésies I (1870), et Rimbaud, dans l'Album zutique (1872).
- Maurice Rollinat, dans Les Névroses (1883), compose un long poème intitulé Le Soliloque de Troppmann dans lequel l'assassin raconte ses crimes.
- Dans la pièce en un acte Feu la mère de madame, de Georges Feydeau, Yvonne traite son mari de Troppmann, celui-ci regrettant que sa belle-mère ne soit pas morte pour leur laisser l'héritage.
- Tourgueniev, qui assista à l'exécution, rapporte en termes peu flatteurs la fête ignoble qui, devant la petite Roquette, accompagna la dernière nuit du condamné[21].
- Marc Antoine Claude Monnin est l'auteur d'un portrait gravé de Troppmann[22].
- Georges Bataille reprend le nom de cet assassin pour celui de son personnage, Henri Troppmann, dans son roman Le Bleu du ciel (écrit en 1935, mais publié en 1957).
- Paul Bourget fait évoquer Troppmann par André Cornelis, narrateur du roman éponyme paru chez Plon en 1886.
- Gaston Leroux fait allusion à « la fameuse affaire Troppman » et « le champ Langlois » dans son roman La machine à assassiner en 1923, où un vieux sceptique prétend que c'était un complot gouvernemental [23].
- Ernest Renan évoque Troppman dans son "Histoire du Peuple d'Israel" livre Ier chapitre XI en le comparant aux crimes des Danites

### Sources primaires
- « Relation médico-légale de l'affaire Troppmann (assassinat de huit personnes. Blessures multiples. Empoisonnement par l’acide prussique) », Annales d’hygiène publique et de médecine légale, 1870, série 2, n° 33, p. 166-188, lire en ligne
- Jean-Baptiste Troppmann, Mémoires secrets de Troppmann : autographe et portrait : révélations nouvelles, préface de Charles Virmaître, A. Duquesne, 1870 [Disponible sur Gallica]
- Ivan Tourgueniev, L'Exécution de Troppmann, 1870 ; traduction en français d’Isaac Pavlovsky, parue dans Souvenirs sur Tourguéneff, Paris, Savine, 1887 ; rééd. Paris, L'Herne, 2016
- Antoine Claude, Mémoires, tome V, Paris, Éditions Jules Rouff, 1882
- Gustave Macé, Mon musée criminel, Paris, Charpentier, 1890

### Émission de radio
- Le massacre de Pantin, un épisode de l'émission Hondelatte raconte sur Europe 1[24]

### Filmographie
- L'Affaire Troppmann ou les ruines de Herrenfluh (1959), téléfilm réalisé par Claude Barma dans le cadre de la série En votre âme et conscience
- Le Cri coupé (1994), téléfilm réalisé par Miguel Courtois, avec Julien Guiomar